# Cratere Ymir
Ymir è un cratere sulla superficie di Callisto.